# National Highway 71
National Highway 71 (NH 71) ist eine Hauptfernstraße im Westen des Staates Indien mit einer Länge von 307 Kilometern. Sie beginnt am NH 1 in Jalandhar im Bundesstaat Punjab und führt nach 130 km durch diesen Bundesstaat weitere 177 km durch den benachbarten Bundesstaat Haryana. Sie endet in der Stadt Rewari am NH 8.